# Andrómaco (gramático)
Andrómaco (en griego antiguo: Ἀνδρόμαχος) fue un gramático de la antigua Grecia. Fue citado en los escolios sobre Homero. Existe desacuerdo entre los estudiosos acerca de si él es el verdadero autor del Etymologicum Magnum.